# Павлищево (Медынский район)
Павлищево — деревня в Медынском районе Калужской области России, входит в состав сельского поселения «Деревня Брюхово».

## Этимология
Ойконим происходит от имени первопоселенца Павлище — искажённой формы православного имени Павел, буквально Павел-маленький.
Прежнее название Павлищево городище.

## География
Находится в северо-восточной части Калужской области, на границе Медынского и Боровского районов. Рядом — дорога 29К-020, (Медынь—Верея), деревни Нероново, Новая; СНТ — Медынь, Медынь-2. Стоит на берегах реки Добринка.

## История
В XVII веке было среди вотчин, пожалованных Троице-Сергиевой лавре.
В 1724 году Павлищево — деревня Рутского стана Верейского уезда.
В 1782 году деревня Павлищева вместе селом Алемна и другим деревня принадлежала Коллегии экономии синодального правления.
По данным на 1859 год Павлищева — казённая деревня Медынского уезда, расположенная по левую сторону тракта из Медыни в Верею. В ней 39 дворов и 251 житель.
После реформ 1861 года вошла в Кременскую волость. Население в 1892 году — 308 человек, в 1913 году — 395 человек.